# Alte Tongrube Zweibrücken
Das Naturschutzgebiet Alte Tongrube liegt in der kreisfreien Stadt Zweibrücken in Rheinland-Pfalz. Das etwa 1,5 ha große Gebiet, das im Jahr 1986 unter Naturschutz gestellt wurde, erstreckt sich am nordwestlichen Ortsrand des Zweibrücker Stadtteils Mörsbach. Unweit westlich verläuft die Landesstraße L 465. Etwa 500 Meter nordwestlich verläuft die Landesgrenze zum Saarland. Schutzzweck ist die Erhaltung des feuchten bis wechselfeuchten Biotops als Standort wildwachsender Pflanzenarten und ihrer Pflanzengesellschaften sowie als Lebensraum wildlebender, in ihrem Bestand bedrohter Tierarten. Der Schutz erfolgt außerdem aus wissenschaftlichen Gründen.